# Clingmans Dome
El Clingmans Dome, Kuwohi o Domo de Clingman, es un pico de Estados Unidos, punto culminante de la cordillera Montañas Great Smoky, en la frontera entre Tennessee y Carolina del Norte; mide 2025 m. Es el punto más elevado a lo largo del Sendero de los Apalaches. siendo el tercer mayor pico de los Apalaches, tras el monte Mitchell (2037 m) y el monte Craig (2026 m).
Ofrece unas notables vistas, cuenta con un centro para visitantes y una torre de observación, inaugurada en octubre de 1959. En las postrimerías del siglo XX, una plaga de Adelges piceae acabó con prácticamente todos los Abies fraseri de la zona. Estos abetos de Fraser eran antiguamente muy prominentes.
La montaña fue bautizada en honor del antiguo senador, general y veterano de guerra Thomas L. Clingman, quien determinó su elevación y además promovió el turismo en la cordillera y el desarrollo de la zona.